# Vida Boa
Vida Boa é o segundo álbum da dupla Victor & Leo, lançado em 2004 por gravadora independente, trazendo 14 canções inéditas, e uma releitura de Deus E Eu No Sertão lançada originalmente no  álbum anterior. Algumas das canções foram mais tarde reincluídas em álbuns posteriores da dupla e atingiram sucesso, como "Fada", "Vida Boa", "Amigo Apaixonado" e "Deus e Eu No Sertão". A canção "Tanta Solidão" foi regravada no álbum Borboletas em 2008.

## Lista de faixas
| N.º | Título                   | Compositor(es)                   | Duração |  |
| 1.  | "Vida Boa"               | Victor Chaves                    | 3:14    |  |
| 2.  | "Vou Pra Roça"           | Victor Chaves                    | 2:46    |  |
| 3.  | "O Granfino E O Caipira" | Victor Chaves                    | 3:52    |  |
| 4.  | "Amigo Apaixonado"       | Victor Chaves                    | 3:22    |  |
| 5.  | "Fada"                   | Victor Chaves                    | 3:49    |  |
| 6.  | "Mari Mariana"           | Victor Chaves                    | 3:34    |  |
| 7.  | "O Cuidador Do Fogo"     | Victor Chaves                    | 3:05    |  |
| 8.  | "Arapuca"                | Solevante, Itamaracá, Mangabinha | 3:05    |  |
| 9.  | "É A Vida"               | Victor Chaves                    | 2:41    |  |
| 10. | "Deus e Eu no Sertão"    | Victor Chaves                    | 3:55    |  |
| 11. | "Paraíso"                | Tony Batista                     | 3:29    |  |
| 12. | "Adeus Saudade"          | Victor Chaves                    | 3:01    |  |
| 13. | "Lem Casa"               | Victor Chaves                    | 3:06    |  |
| 14. | "Meu Eu Em Você"         | Paula Fernandes                  | 4:11    |  |
| 15. | "Tanta Solidão"          | Victor Chaves, Leo Chaves        | 3:25    |  |